# 日本文化大学
日本文化大學（にほんぶんかだいがく、英語: Nihon Bunka University）は、東京都八王子市片倉町977番地に本部を置く日本の私立大学。1978年創立、1978年大学設置。大学の略称はニチブン、日文大。

## 概観

### 沿革
室町時代に草創された史学・法学・政治学を主とする学塾「柏樹書院」の第24代当主・蜷川親繼は、第二次大戦後の変革により日本の伝統・文化・秩序が失われていることに喪失を危惧しヨーロッパへ留学。帰国後「柏樹書院」の精神を受け継ぎ、日本本来の道徳的伝統と伝統・叡智・美風を継承し次代を背負う優秀な人材を育成する目的で建学される。
開学から1990年代まで、全学生が市販の紺のスーツを着る制度があった。

### 建学精神
初代学長が学生が学ぶべき精神的規範として定めたものである。
恩愛禮義
父母の慈愛や人々のまごころの恩を暖かく受けとめて礼と義とを尊ぶ。
清明和敬
清く明るくさわやかな心を養い、和と敬の心を保つ。
重厚中正
重みと厚みのある学問を修め、正しい道を明らかにする。
祖風継承
祖先から受け継いだ文化伝統を守り、更に発展をはかる。

### 特色
法学部法学科のみの単科大学で規模も小さいため、少人数授業を軸としたクラス担任制を取り入れている。日本文化史・茶道を必修とし、法律討論会や模擬裁判といった法学授業や、就職支援活動として外部予備校から講師を招く公務員志望者向けの専門講座や模擬試験を1年次から行っている。
そのため就職者は公務員、とりわけ警察官が多いことがあげられる。警察官を志望する受験生のためのAO入試があるほか、警察学、犯罪心理学といった講座も用意されている。ちなみに、前学長の大森義夫は鳥取県警察本部長、警視庁公安部長、内閣情報調査室長などを務めた元警察官僚である。

## 年表
- 1976年 - 1号館、2号館竣工予定
- 1978年 - 日本文化大学法学部認可・開学
- 1979年 - 剣道場、弓道場竣工
- 1981年 - 3号館竣工
- 1985年 - 食堂棟竣工
- 1987年 - 体育館竣工
- 1989年 - 運動場整備、全天候テニスコート増設
- 1992年 - 4号館AVホール竣工
- 1993年 - 柏樹記念館（5号館）、蜷川記念館（新学生食堂）竣工
- 1999年 - 総合グラウンド完成
- 2002年 - サークルスクエアー竣工
- 2007年 - 法学研究室、ティーラウンジ、パウダールーム、柔道場新設
- 2008年 - 2号館改修、模擬法廷新設
- 2010年 - 新サークルスクエアー竣工
- 2011年 - メディアセンター竣工

## 学部
- 法学部
  - 法学科

## 出版物
- 『日本文化大学柏樹論叢』日本文化大学、1997年創刊、不定期刊、ISSN 1345-7470、NCID AA11177696、全国書誌番号:00114687。別題『Nihon Bunka University hakuju ronso』。
  - 佐々木秀雄「創刊の辞」、第1号、1997年1月、巻頭3p、OCLC 5180698530。
  - 杉田博「〔日本文化大學〕創学二十五周年記念号発刊に寄せて」、第4号、2004年3月、巻頭1-3p、OCLC 5180698954。
- 『柏樹論叢』日本文化大學、2004年改題、不定期刊、ISSN 1345-7470、NCID AA11177696、全国書誌番号:01012234。別題『Hakuju ronso』。
  - 「[日本文化大学]創学30周年記念号」、第6号、日本文化大學 (編)、2008年12月、1-219p、巻頭2p。OCLC 5171078915。
  - 日本文化大學（編）「柏樹論叢 既刊号目次」、第10号、2012年、121-126p。OCLC 5528555293
  - 「日本文化大學 柏樹論叢 既刊号目次(再掲)」第11号、2013年、119-124p、OCLC 5597120013。
  - 「故大森義夫学長先生追悼号」、第15号、2017年12月。
- 『日本文化大學教職研究』日本文化大學教職研究会 (編)、2018年。全国書誌番号:01047977、ISSN 2433-8370。別題『Nihon Bunka University bulletin of teacher education research』